# Ophiodromus notospinosus
Ophiodromus notospinosus är en ringmaskart som beskrevs av Rosito 1983. Ophiodromus notospinosus ingår i släktet Ophiodromus och familjen Hesionidae. Inga underarter finns listade i Catalogue of Life.